# Jonas Jonson Brunk

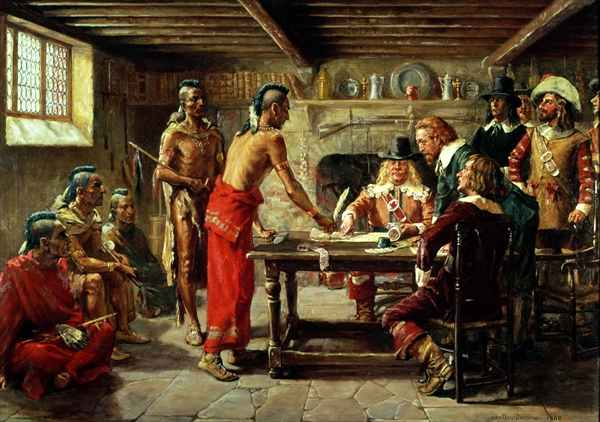
Brunk signerar avtalet med ursprungsamerikanerna.

Jonas Jonson Brunk (alt. Jonas Jonasson Bronk, Jonas Jonassen Bronck), född omkring 1600 i Komstad i Norra Ljunga socken i Småland, död 1643, tros vara den man som gett namn åt stadsdelen The Bronx i staden New York, USA. Han köpte en bit mark av ursprungsamerikanerna. Marken kallades därför av folk i området för Bronk's Land och så småningom bara the Bronx.

## Biografi och historiska källor
Man vet att en man vid namn Jonas Bronck bodde i den holländska kolonin Nya Nederländerna med sin familj under fyra år fram till sin död 1643. Efter honom fick först Bronck’s River och sedan Bronck’s Land sina namn, vilka användes under hela 1600-talet, och därav kommer namnen Bronx county och stadsdelen Bronx.
Jonas Broncks ursprung och tidiga historia har diskuterats mycket, och källorna är knapphändiga. Det har framlagts många teorier i ämnet genom åren. 
Teorin att Bronck kom från Sverige stöds av Bronx’ officielle historiker, Lloyd Ultan, av Bronx Historical Society och av andra publikationer. Även om mycket fortfarande är oklart förefaller teorin att Bronck var svensk vara spridd och accepterad idag.
Den irländske forskaren G.V.C. Young publicerade 1981 efter arkivforskning i Holland, Sverige och New York teorin att Bronck var svensk.
Detta baseras bl.a. på Broncks lysningscertifikat, daterat 18 juni 1638, och på ett ekonomiskt kontrakt gällande sjöresan från 30 april 1639. I dokumenten, som tolkades i samarbete med bl.a. Ortnamnsarkivet i Uppsala angavs hans födelseort till “Coonstay” och “Smolach” i Sverige, och Young skriver: "… it was decided that it was most likely that “Coonstay” was Komstad in Jönköping and that “Smolach” was a misrecording of Småland." Han spekulerar att Bronck först blivit sjöman i den danska handelsflottan, och sedan övergått till den holländska flottan.
Av två svenska dokument från 1631 resp. 1635 framgår att en släkt Brunck då fanns i Komstadtrakten. En Marit Brunck var gift med Jon Nilsson i Komstad och deras son hette Jonas, med stor sannolikhet identisk med amerikafararen Jonas Jonsson Bronck. Han bör vara född runt år 1600, baserat på lysningsattesten i Amsterdam (1638), där hans ålder uppges till 38 år. Enligt lysningsattesten var Jonas Bronck kapten, den danska navigationslitteraturen i hans bibliotek tyder på att han var sjökapten i dansk tjänst, och eftersom han inte återfunnits i den danska marinens listor kan han ha varit kapten vid handelsflottan.
Tidigt i maj år 1639 var han på väg till Nya Nederländerna i dagens delstat New York. Han reste på båten Brandt van Troijen (Trojas brand). Med på båten fanns även Jonas' nederländska hustru Teuntie Joriaens. Giftermålet med henne hade ägt rum i Nieuwe Kerk i Amsterdam den 6 juli 1638. Den 16 juni siktades fartyget i Nya Nederländernas hamn Nya Amsterdam. Förutom passagerarna medförde fartyget en stor mängd boskap. I kontraktet från 30 april 1639 förbinder sig Bronck att betala 1/4 av hela kostnaden för sjöresan, så tydligen har han varit ansvarig i någon form av bolag som hyrt fartyget och organiserat resan. 
Jonas Bronck bosatte sig på fastlandet mitt emot Manhattans slättland år 1639. Han kallade sin gård Emaus. Jonas Bronck avled tidigt år 1643. Hans bouppteckning är bevarad och innehåller bl.a. ett omfattande bibliotek med litteratur om teologi, navigation, juridik och medicin på danska, holländska, tyska och latin, vilket visar att Bronck hade god utbildning och kunde läsa flera språk. För övrigt upptar bouppteckningen husgeråd, kläder, jordbruksredskap och husdjur. Dödsorsaken är okänd. Under 1643 förekom fientligheter mellan Lenapeindianer och nybyggare, men om det har något samband med dödsfallet vet man inte.
Platsen för Broncks egendom är känd och belägen söder om 150th Street i området Mott Haven i nuvarande Bronx. Familjen ägde 274 hektar, tidigare vildmark, och hade byggt ett bostadshus av sten med tegeltak, bostäder för gårdens anställda, en lada och ett tobakshus, och de ägde ca 25 hästar och nötkreatur samt ett okänt antal svin.
Två personer, Pieter Bronck och Engeltje Mans (holländska namnformer) är kända från Nya Nederländerna och kan identifieras i de svenska dokumenten från 1631-35. Pieter Bronck (ca 1617 - 1669) var sjöman från "Juncupping" (Jönköping) enligt holländska dokument, och sannolikt nära släkting till Jonas. Han medverkade vid bouppteckningen. Släktskapen är oklar, möjligen var han systerson till Jonas. Engeltje Mans (född 1624) var troligen Jonas systerdotter och kan ha följt med honom på Brandt van Troijen 1639.

## Minnet av Jonas Bronck
Arrangemang kring Jonas Bronck har numera fått stor betydelse inom turistnäringen i Sävsjötrakten. 
2013 öppnade Jonas Bronck Center i Sävsjö nära Komstad för att främja turismen i regionen och stödja forskningen kring Jonas Bronck och hans födelseort. 2014 öppnades en ny utställning om Jonas Broncks värld på Jonas Bronck Center, och i augusti firades 375-årsjubileum i samarbete med amerikanska organisationer. - JBC är numera nedlagt.